# Tronco (geometria)

Um tronco pentagonal.

Em geometria chama-se tronco a uma "fatia" seccionada de um sólido geométrico (prisma, pirâmide, cilindro ou cone) por um plano que não intersecta as bases (ou a única base, no caso da pirâmide e do cone). 
No caso de um prisma ou de um cilindro, o plano que corta o sólido num tronco não pode ser paralelo à base, caso contrário, ficamos com outros dois prismas ou outros dois cilindros. O mesmo não acontece com o cone e a pirâmide. 
Ficamos pelo menos com um tronco: corte-se o sólido paralelamente ou não. Com efeito, se selecionarmos um destes sólidos com um plano paralelo à base, ficamos com outro cone (ou outra pirâmide) que será a "fatia" do topo e com a fatia debaixo que já se pode identificar como um tronco que terá duas superfícies planas que podem ser identificadas como bases (a base original e a secção plana obtida, menor que a base original), o que justifica o nome que se dá ao sólido que assim se obtém: tronco de bases paralelas (ou tronco de cone e tronco de pirâmide). Se estes dois sólidos forem cortados por um plano que não é paralelo à base, ficamos com uma pirâmide truncada ou um cone truncado. 

## Tronco de Pirâmide
O volume de um tronco de pirâmide pode ser expressado pela formula:
{\displaystyle Vt={h_{t} \over 3}\cdot (A_{B}+{\sqrt {A_{B}\cdot A_{b}}}+A_{b})}
Em que: ht é a altura do tronco; AB é a área da base maior; Ab é a área da base menor.

## Tronco de Cone
O volume de um tronco de cone pode ser expressa pela formula:
{\displaystyle Vt={\pi \cdot h_{t} \over 3}(R^{2}+R\cdot r+r^{2})}
Em que: ht é a altura do tronco; R é o raio maior e; r é o raio menor.